# Behzād

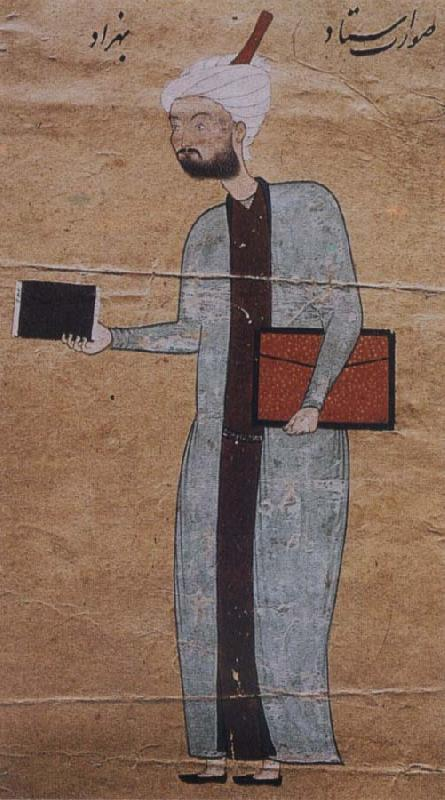
Bild des Meisters Behzād. Miniatur eines unbekannten Malers um 1525

Kamāl od-Din Behzād-e Herawi (persisch کمال‌الدینْ بهزادِ هروی, DMG kamāl ud-dīn bihzād-i hiravī; geb. zwischen 1460 und 1466 in Herat; gest. 1535/1536 in Täbris) war ein persischer Maler. Er galt schon zu Lebzeiten als der bedeutendste Vertreter der persischen Miniaturmalerei. Daher wurde ihm der Titel eines Meisters (persisch استاد ostād) verliehen. Sein gebräuchlicher Kurzname Behzād (persisch بهزاد) bedeutet „Bessergeborener“.

## Leben
Behzāds Lebensdaten sind ungewiss. Die persischen, mogulischen und osmanischen Zeugnisse dazu, die schon zu seinen Lebzeiten und auch in den Jahrzehnten danach aufgeschrieben worden sind, sind kritisch zu bewerten. Sie sind oft nicht frei von einer Mystifizierung und Lobpreisung Behzāds als dem erfahrensten Maler seiner Zeit, der sogar mit dem in persischen Quellen als Inbegriff eines Malers bezeichneten Māni zu vergleichen sei, und haben nicht das Ziel, genaue Daten zu vermitteln. In keinem dieser Zeugnisse wird eine zusammenhängende Biographie überliefert.
Wahrscheinlich stammte Behzād aus Herat. Sein Geburtsjahr ist unbekannt. Früh verwaist soll er von dem timuridischen Hofmaler und Kalligraphen Amir Ruḥollāh Mirak Chorāsāni (Mirak Naghghāsch) in Herat adoptiert und ausgebildet worden sein.
Als früheste Arbeitgeber in Herat werden der timuridische Herrscher Sultān Ḥoseyn Mirzā Bāygharā und dessen Minister Mir ʿAli Schir Nawāʾi genannt, bei denen Behzād als Miraks untergeordneter Mitarbeiter wirkte. Am Hof dieses kunstsinnigen Sultans kam er nicht nur mit bedeutenden Malern wie Mawlānā Walī Allah in Kontakt, sondern auch mit dem Dichter Dschāmi, der dem Sufi-Orden der Naqschbandi angehörte. Dschāmi führte Behzād in diesen Orden ein und beeinflusste damit Behzāds Denken, aber auch seine Malerei.

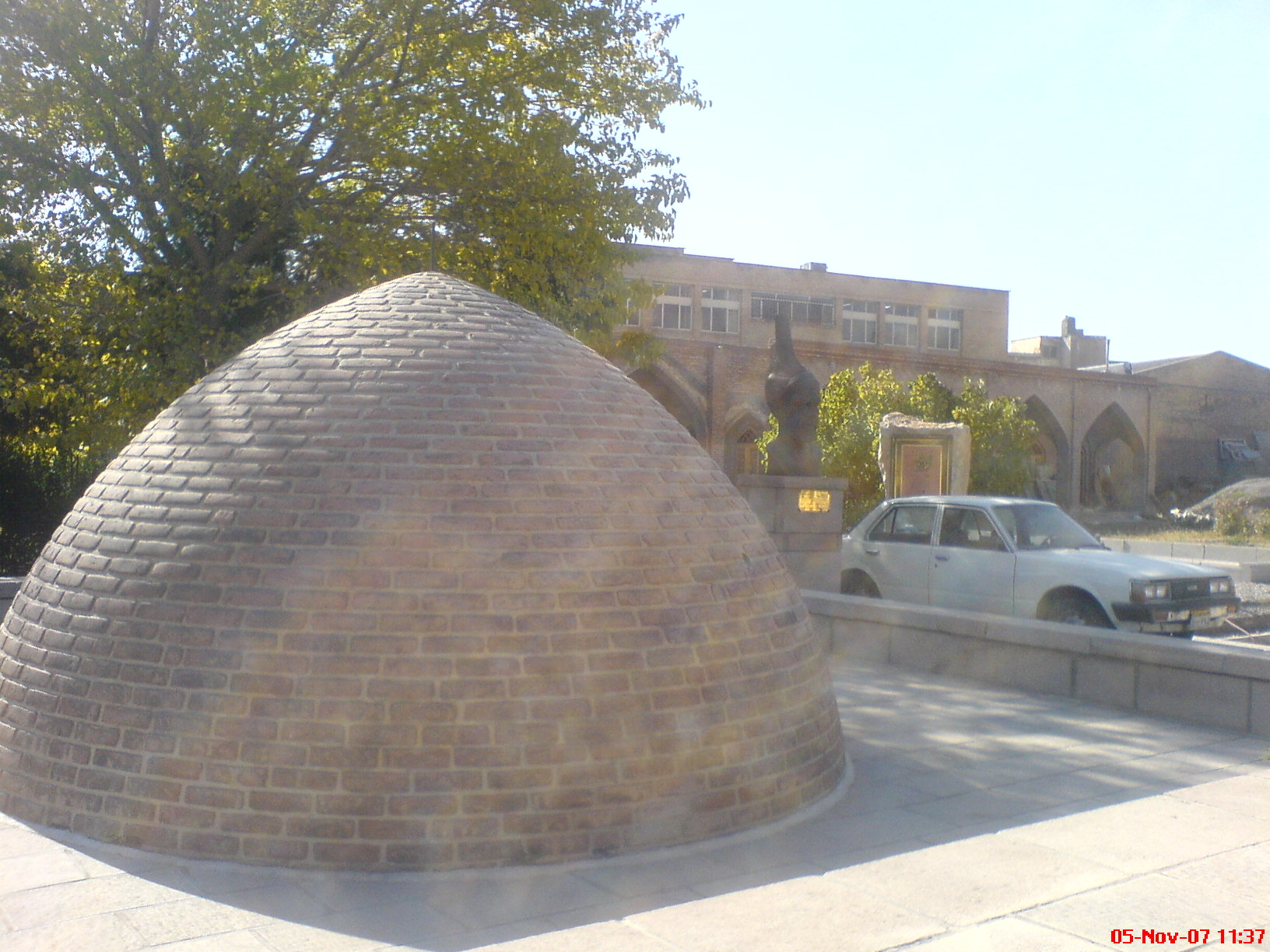
Behzāds Grabstätte in Täbris

Nach dem Tod des Sultans soll Behzād zwischenzeitlich in Buchara für Mohammed Scheibani Khan gearbeitet haben.
Herat blieb auch nach der Machtübernahme durch den safawidischen Schah Ismail I. im Jahr 1510 Behzāds Wirkungsstätte. Hier wurde er zum Oberhaupt der königlichen Bibliothek (Kitābkhāneh-yi Humāyūn) und aller an der Herstellung der Manuskripte beteiligten Künstler und Handwerker des gesamten safawidischen Reiches ernannt.
Dass Behzād zwei Geschwister hatte, lässt sich vermuten, da er Nachkommen von ihnen – den Kalligraphen Rostam-ʿAlī sowie die Maler Moḥebb-ʿAlī und Moẓaffer-ʿAlī – in Täbris unterrichtet haben soll. Dorthin ist er möglicherweise 1522 von Ismail I. angeworben worden. Es ist jedoch eher anzunehmen, dass Behzād erst 1529 nach Täbris kam. Sicher ist, dass er dort am Hof Tahmasps I. wirkte und auch – wie schon in Herat – Oberhaupt der königlichen Bibliothek und Bilderwerkstatt war. Nach Angaben Dust Mohammads starb er in Täbris. Ein Chronogramm gibt 942 d. H. (1535/36) als Todesjahr an.  Als seine Ruhestätte gilt ein Doppelgrab in Täbris, in dem Behzād neben dem persischen Dichter und Sufi Kamāl Chodschandi beerdigt worden ist.

## Werke
Die meisten Werke Behzāds entstanden in Herat, nur wenige in Täbris. Sie können vier Kategorien zugeordnet werden:
- Illustrationen in Büchern mit einfacher Erzählstruktur und in Büchern mit mystischem Inhalt, die vom Maler eine tiefergehende Interpretation verlangen
- Illustrationen – oft doppelseitig, die unabhängig von jedwedem Text imaginäre Szenen und Szenerien darstellen
- Abbildungen historischer Ereignisse nach zeitgenössischen Berichten
- Porträts und Ereignisse nach dem Leben

Die frühesten Bilder Behzāds entstanden während seiner Lehrzeit bei Mirak. Die übliche Ausbildung bestand im Kopieren und Nachahmen der Werke seines Lehrers und älterer Meister wie Mir Khalil und Mawlānā Walī Allah. Dem folgte eine gelegentliche Zusammenarbeit mit Mirak oder mit anderen Malern bei der Illustrierung von Büchern innerhalb der Herater Werkstatt, bevor gänzlich eigene Bilder Verwendung fanden. Einige frühe Bilder ab 1480 tragen Behzāds Signatur oder Schriftbänder, die Behzād als Maler oder Kopisten nennen. Illustrationen in einem 1481 verfassten Diwan von Amir Chosrau und ein Albumblatt aus dem Jahr 1482 gelten bereits als typisch für Behzāds Stil.

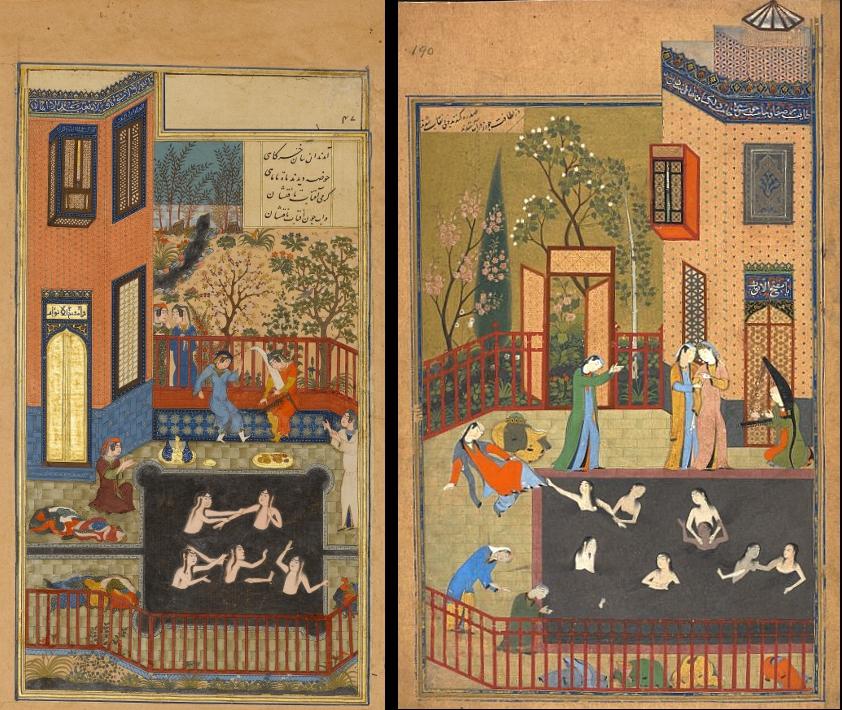
Vorbild und Nachahmung: links eine Miniatur aus Herat von etwa 1426, rechts Behzāds Miniatur von etwa 1495

Als eigenständige und eigenhändige Werke werden von den heutigen Kunstgeschichtlern vier Illustrationen zu einer in Kairo aufbewahrten Abschrift von Saadis Bustān von 1488/89 uneingeschränkt anerkannt. In diese Miniaturen sind Behzāds für authentisch gehaltene Signaturen eingearbeitet.
Die Zuschreibung weiterer, möglicherweise von fremder Hand signierter und nicht signierter Miniaturen in persischen Alben und Kopien berühmter Dichtungen beruht zum einen auf zeitgenössischen Quellen, zum anderen auf Stil- und Materialvergleichen der modernen Kunstgeschichte. Es sind dies die Illustrationen zu einer Kopie von Scharaf al-Din Ali Yazdis Zafarnama von 1436, einer Kopie von Fariduddin Attars Mantiq al-taye von 1483, einer Kopie von ʿAlī Schīr Nawā'īs Khamsa von 1485, einer Kopie von Saadis Gulistan von 1486 und einer Kopie von Nezāmis Khamsa von 1495/96. Einer weiteren Kopie von Nezāmis Khamsa von 1442 wurden etwa 1490 einige Behzād zugeschriebene Illustrationen beigefügt. Manche dieser Miniaturen folgen im Aufbau und in Details Herater Vorbildern aus der ersten Hälfte des 15. Jahrhunderts.
Auch viele Einzelblätter hält man für Werke Behzāds. Dass deren Zuschreibung schwierig ist, zeigt beispielhaft eine Tuschezeichnung, auf der der letzte bedeutende timuridische Herrscher, Sultān Ḥoseyn Mirzā Bāygharā, reitend dargestellt ist. Auf dessen Kleidung stehen Signaturen, die nicht eindeutig Behzād selbst zugeordnet werden können.

### Bilder (Auswahl)

#### Illustrationen

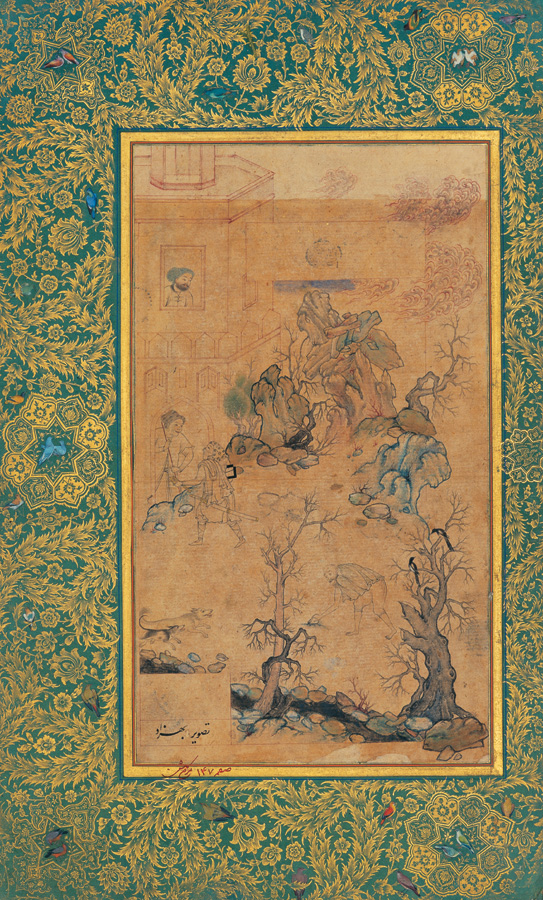
Ein von Hunden attackierter Dichter. Frühes, von Walī beeinflusstes Bild. Links unten steht: „Illustriert von Behzād“, etwa 1480.
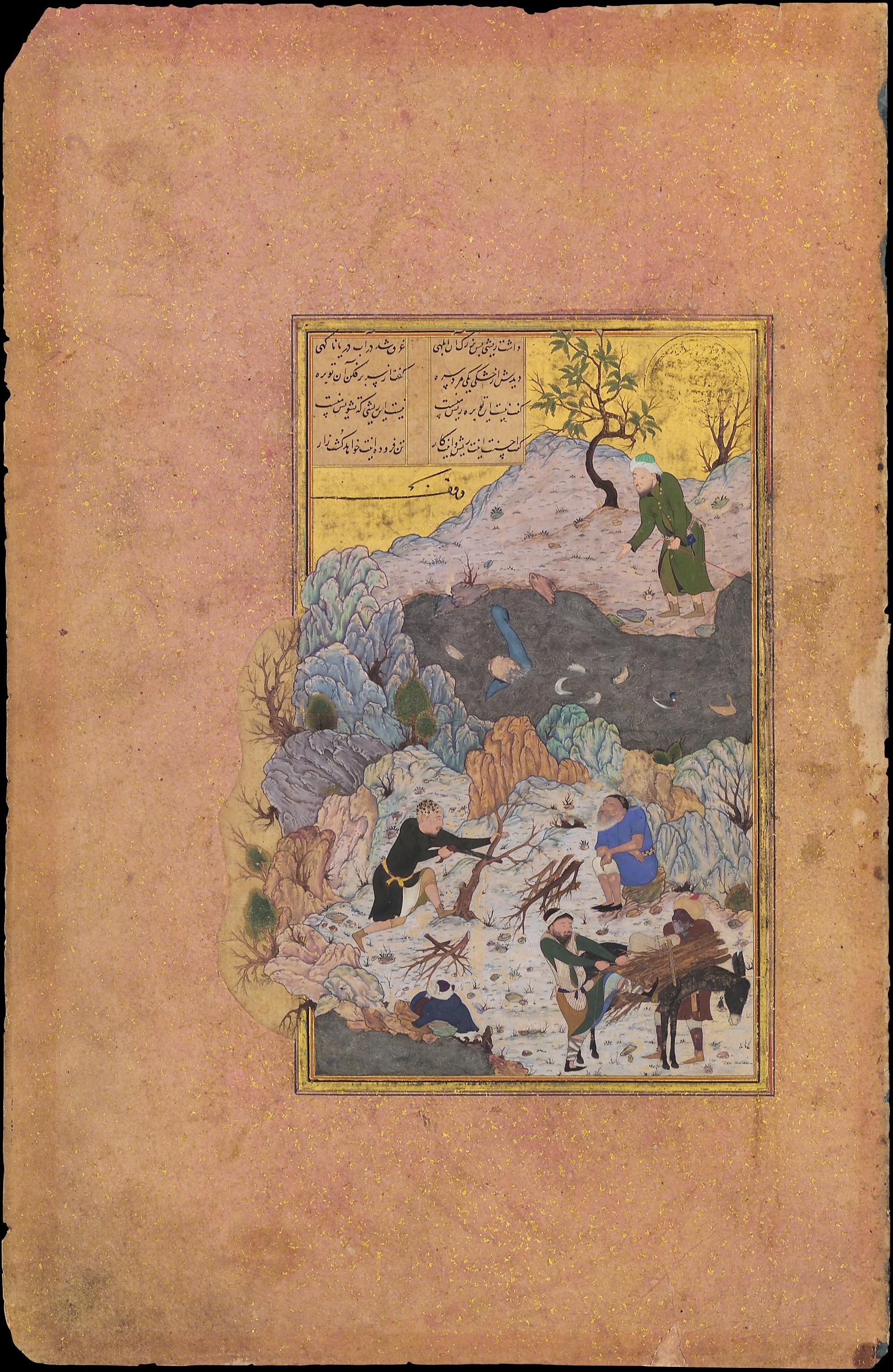
Illustration von etwa 1486 zu Mantiq al-tair von Fariduddin Attar.
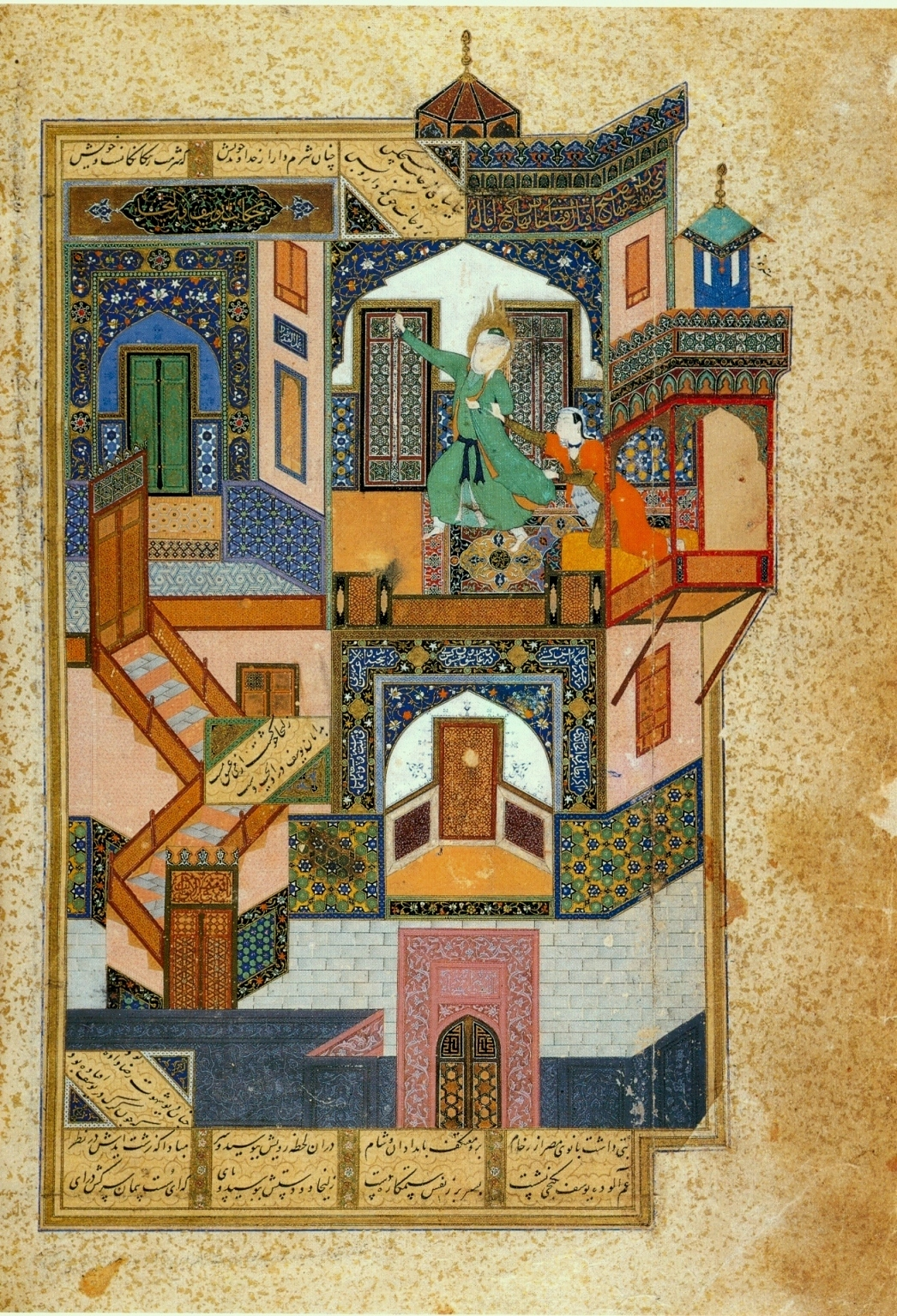
Yusuf flieht vor Zulaykha. Illustration von 1488 zu Bustān von Saadi. Behzāds Signatur ist in der blauen Kartusche des Raumes links oben: ʿamal al-ʿabd Bihzād (gemacht vom Diener Behzād).
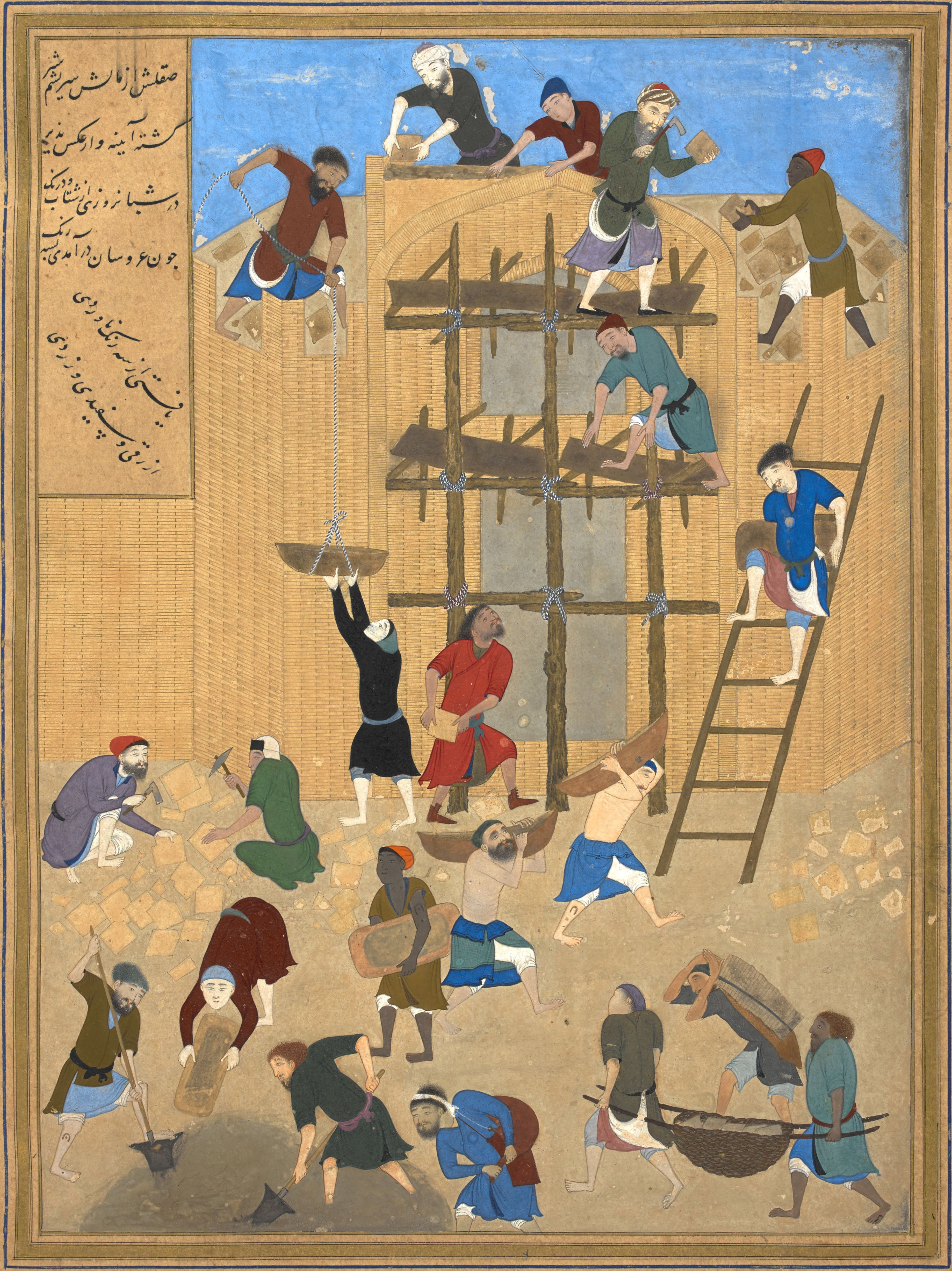
Der Bau des Palastes von Chawarnak, Illustration zu Nezāmis Khamsah von 1494.
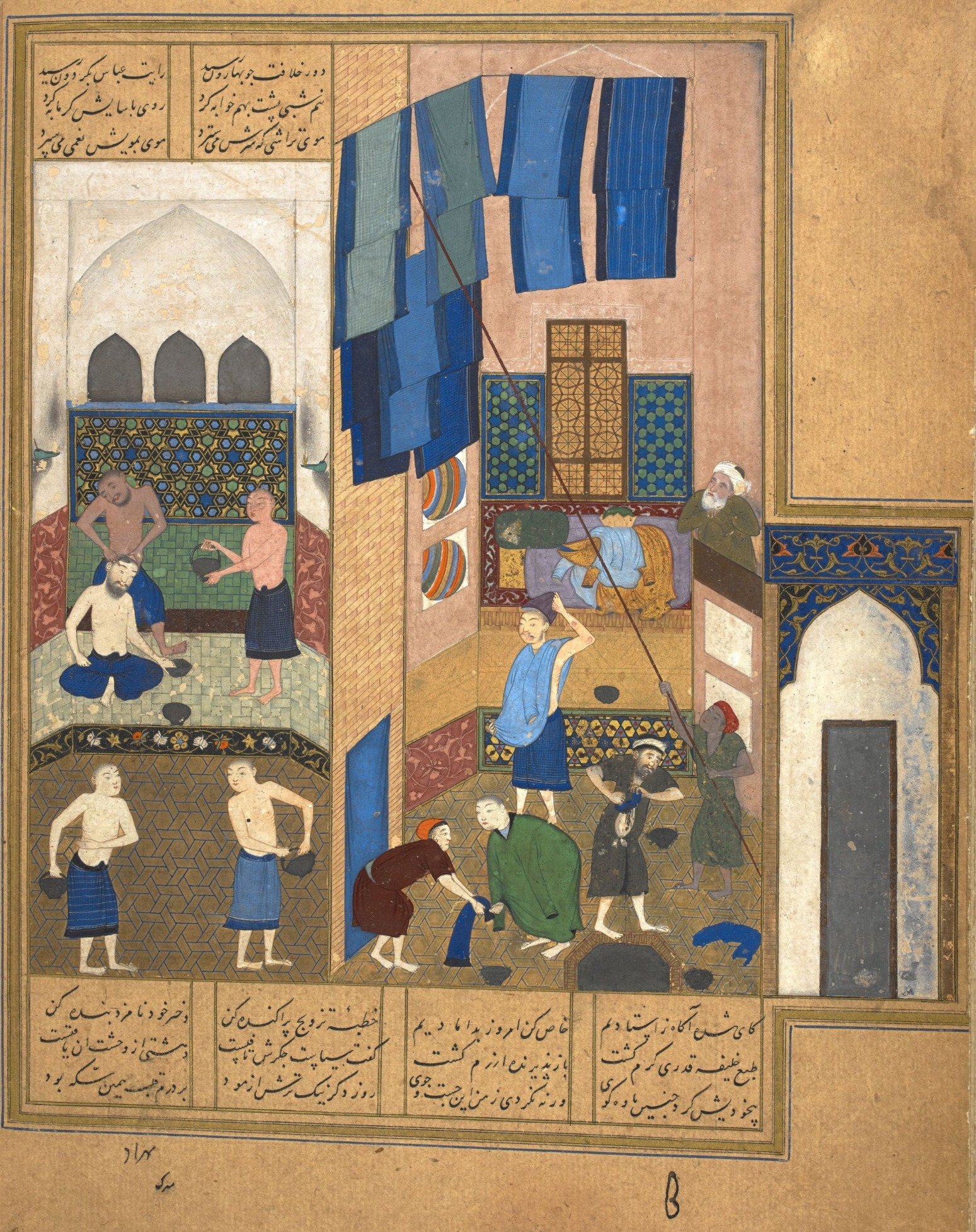
Der Kalif Harun im Bad. Illustration zu Nezāmis Khamsah von 1494.
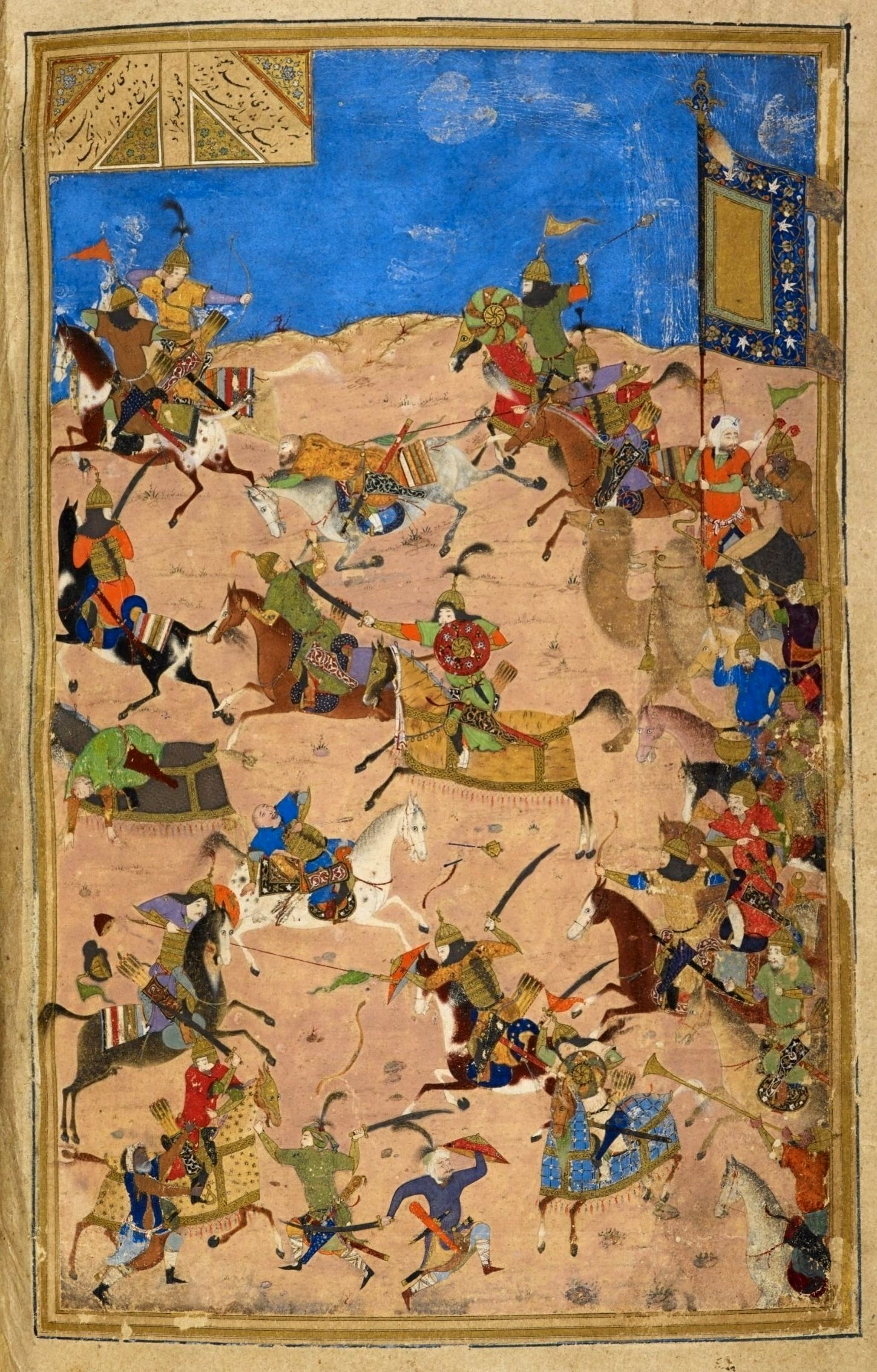
Der Kampf zwischen Iskander (Alexander der Große) und Dara (Dareios III.). Behzāds Signatur ist links oben zwischen den beiden Textfeldern: suvvarahu al-ʿabd Bihzād. Miniatur von 1520.
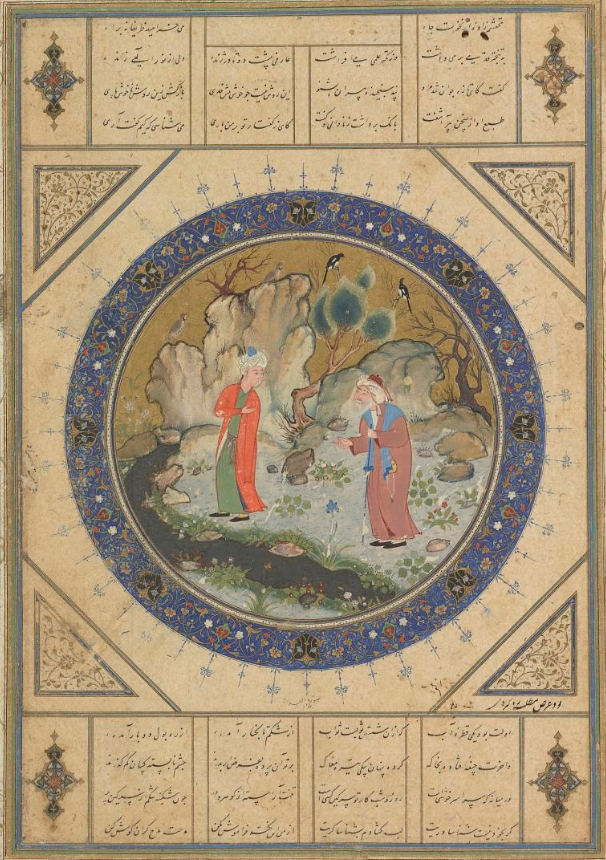
Die Anthologie, die diese Miniatur enthält, wurde 1524 in Herat vollendet. Das Rundbild mit Sonnenstrahlen (Shamsah) zeigt die Konversation eines alten Mannes mit einem jungen.

#### Porträts auf Einzelblättern

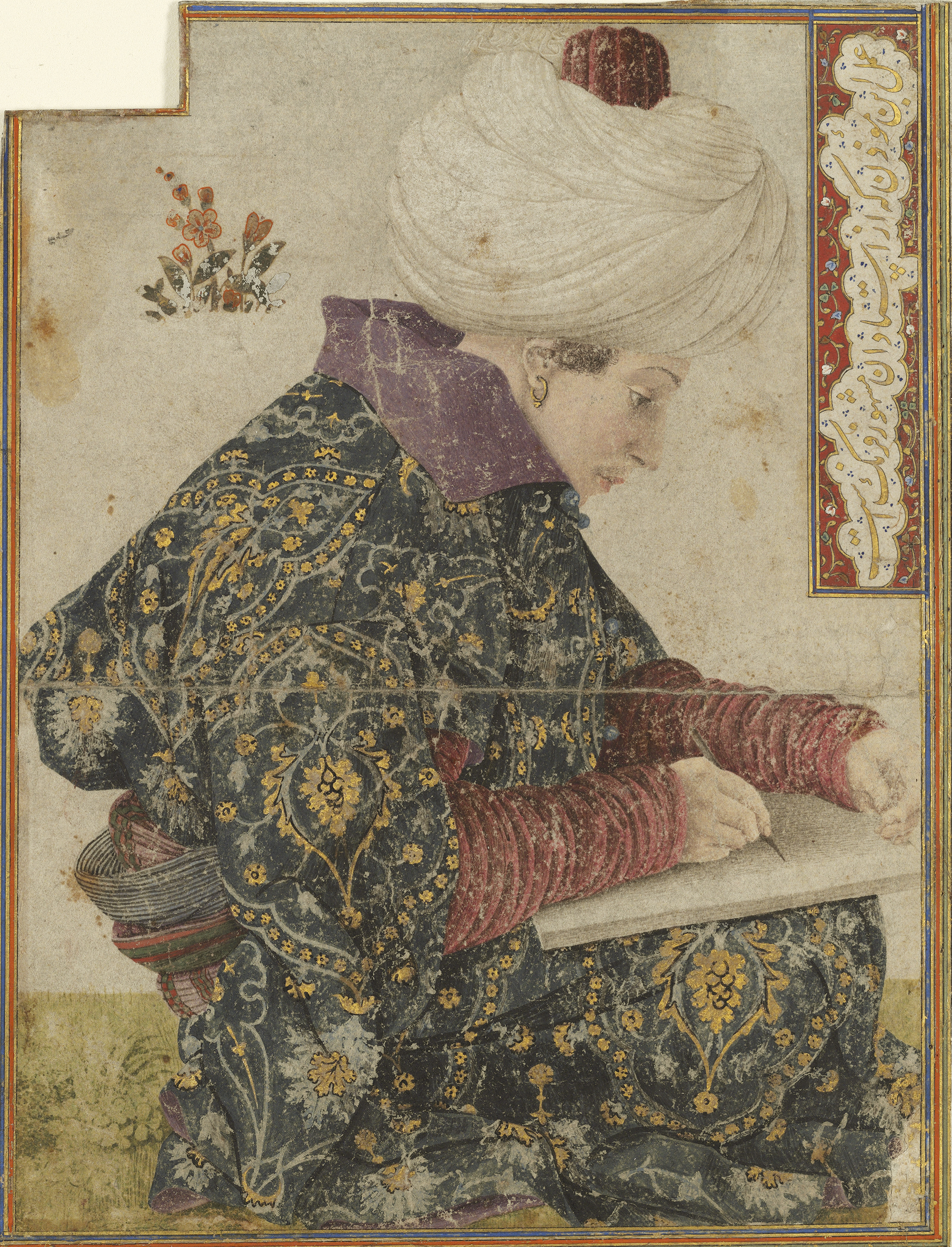
Gentile Bellini oder Costanzo da Ferrara: Porträt eines Schreibers, um 1480. Dieses in Istanbul entstandene Bild wurde häufig kopiert und nachgeahmt. Vgl. das Bild nebenan.
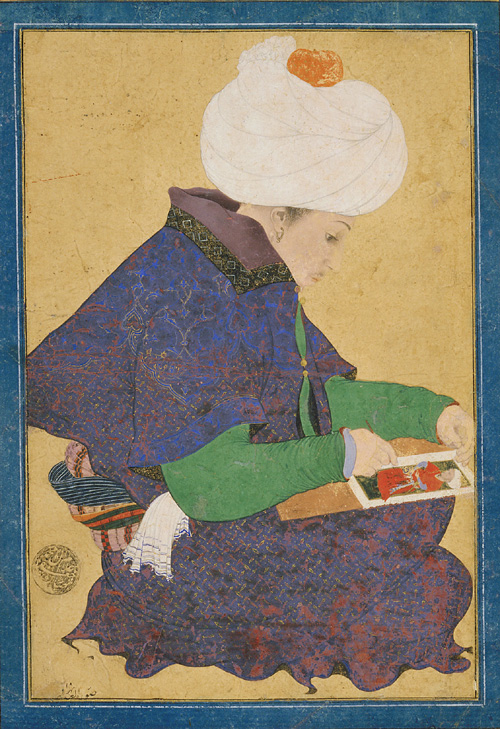
Eine auf etwa 1487 datierte, abgewandelte Kopie nach Gentile Bellini oder Costanzo da Ferrara. Signatur links unten: suvvarahu al-ʿabd Bihzād (gemalt vom Diener Behzād).
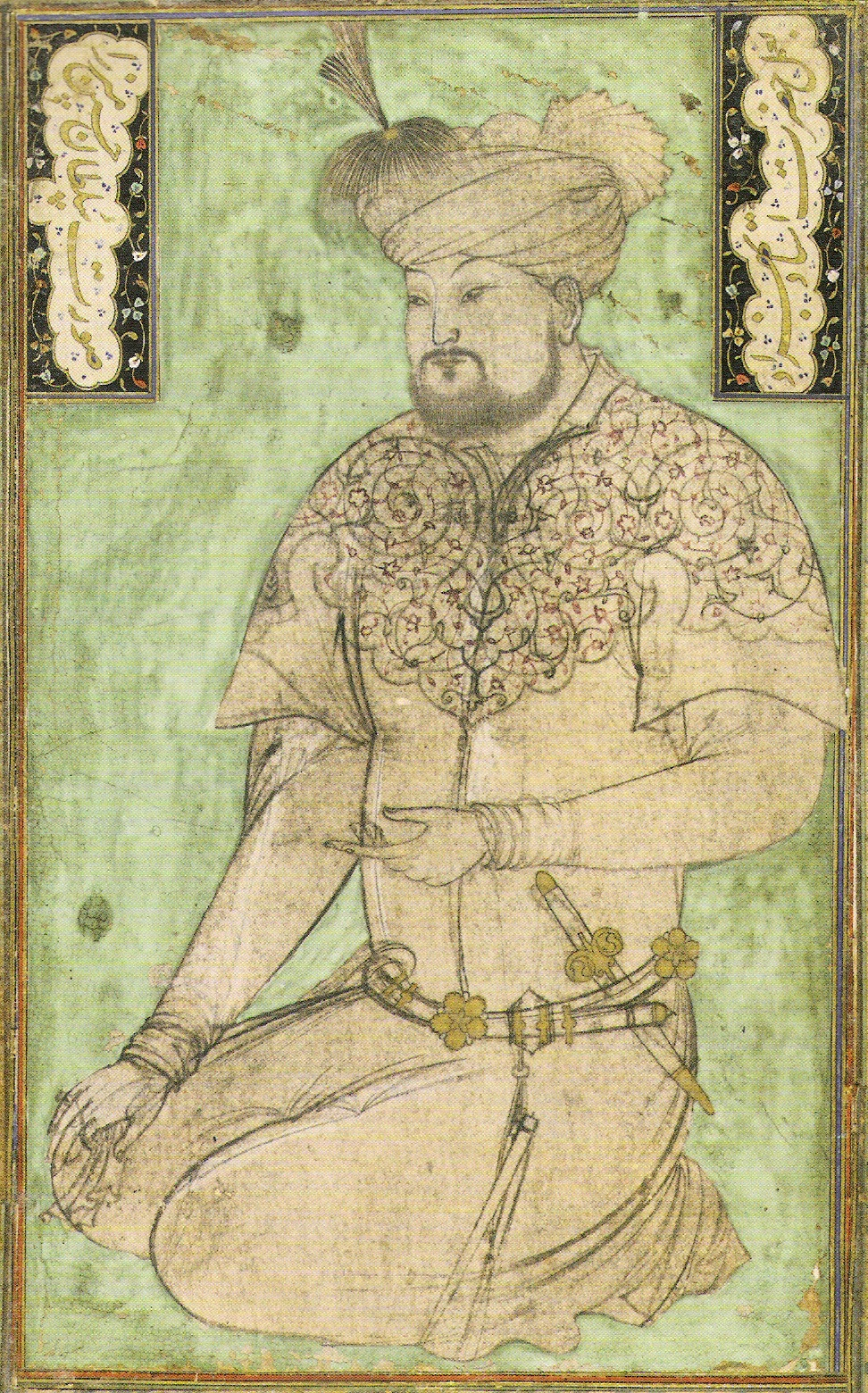
Porträt des Sultans Ḥoseyn Mirzā Bāygharā im Alter von etwa 50 Jahren. Kopie nach Behzāds ungefähr 1490 gezeichnetem Original,[38] das möglicherweise eine Studie zu Behzāds Alexander und der Eremit war.
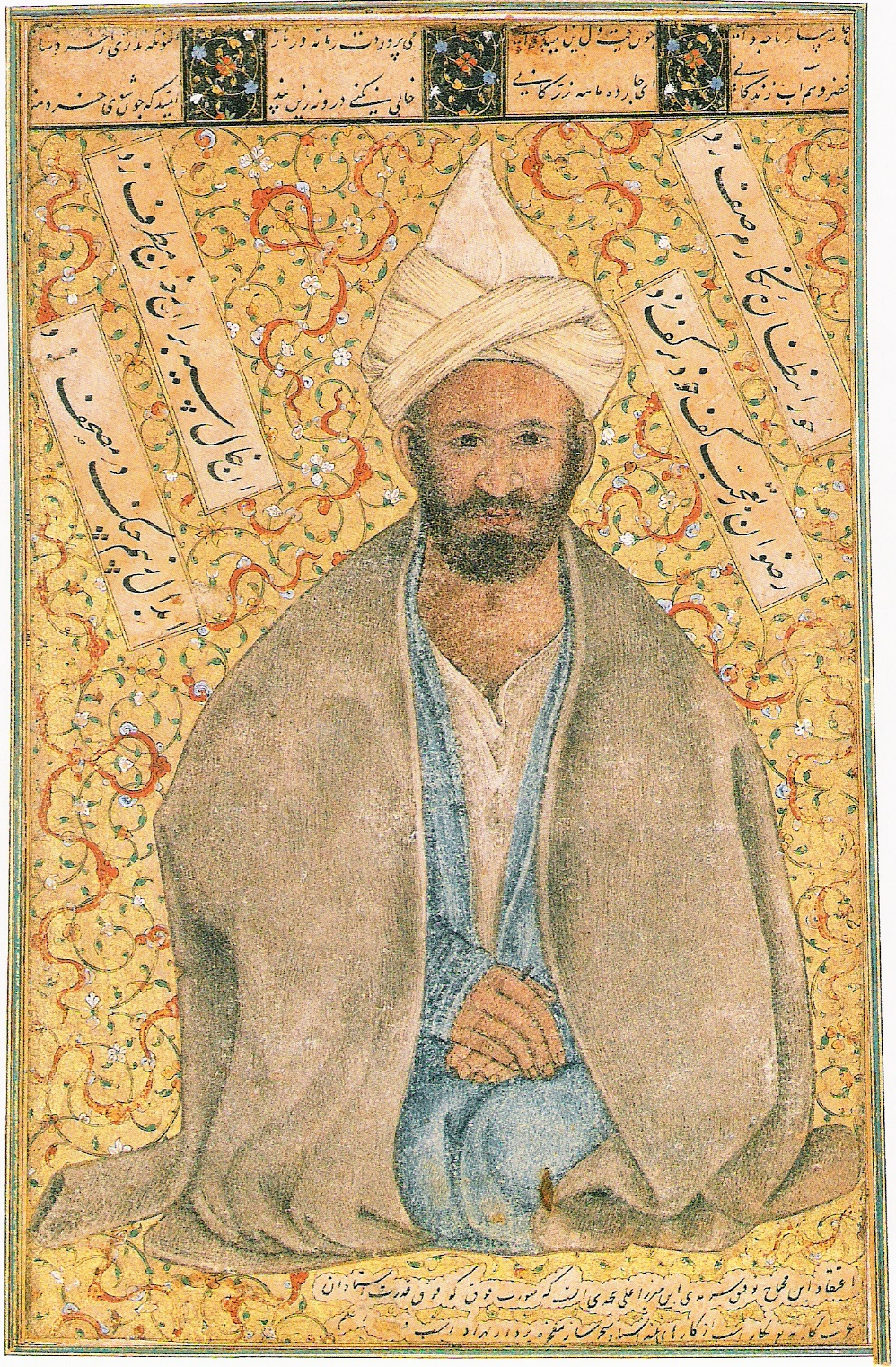
Porträt eines Derwisches von etwa 1500. In der untersten Zeile der von Muhammadi geschriebenen Unterschrift wird der „Meister wunderbarer Werke“, Behzād, als Maler des Porträts genannt.
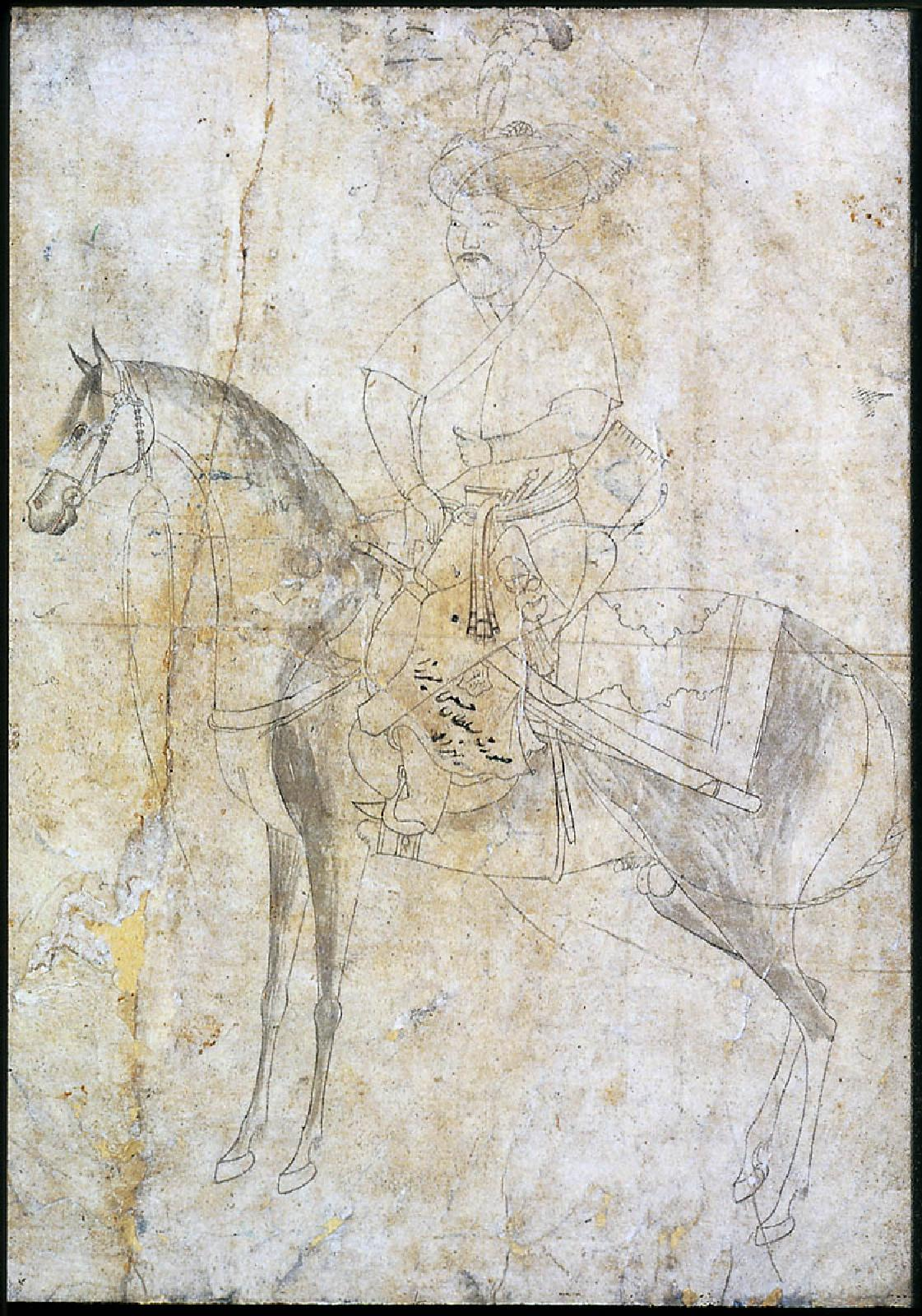
Im kleinen Medaillon unterhalb des Kreuzungspunkts von Schwert und Köcher steht: al-faqīr Behzād (Behzād der Arme), darunter möglicherweise von anderer Hand : surat-e Sultan Husayn Mīrzā (Bild des Sultans Ḥoseyn Mirzā), auf dem Köcher: Behzād. Um 1500.
In den Schriftfeldern steht: surat-i Shaybek Khan (Bild des Shaybek Khan), al-ʿabd Bihzād (der Diener Behzād), Bildnis des Mohammed Scheibani von etwa 1508.[42]
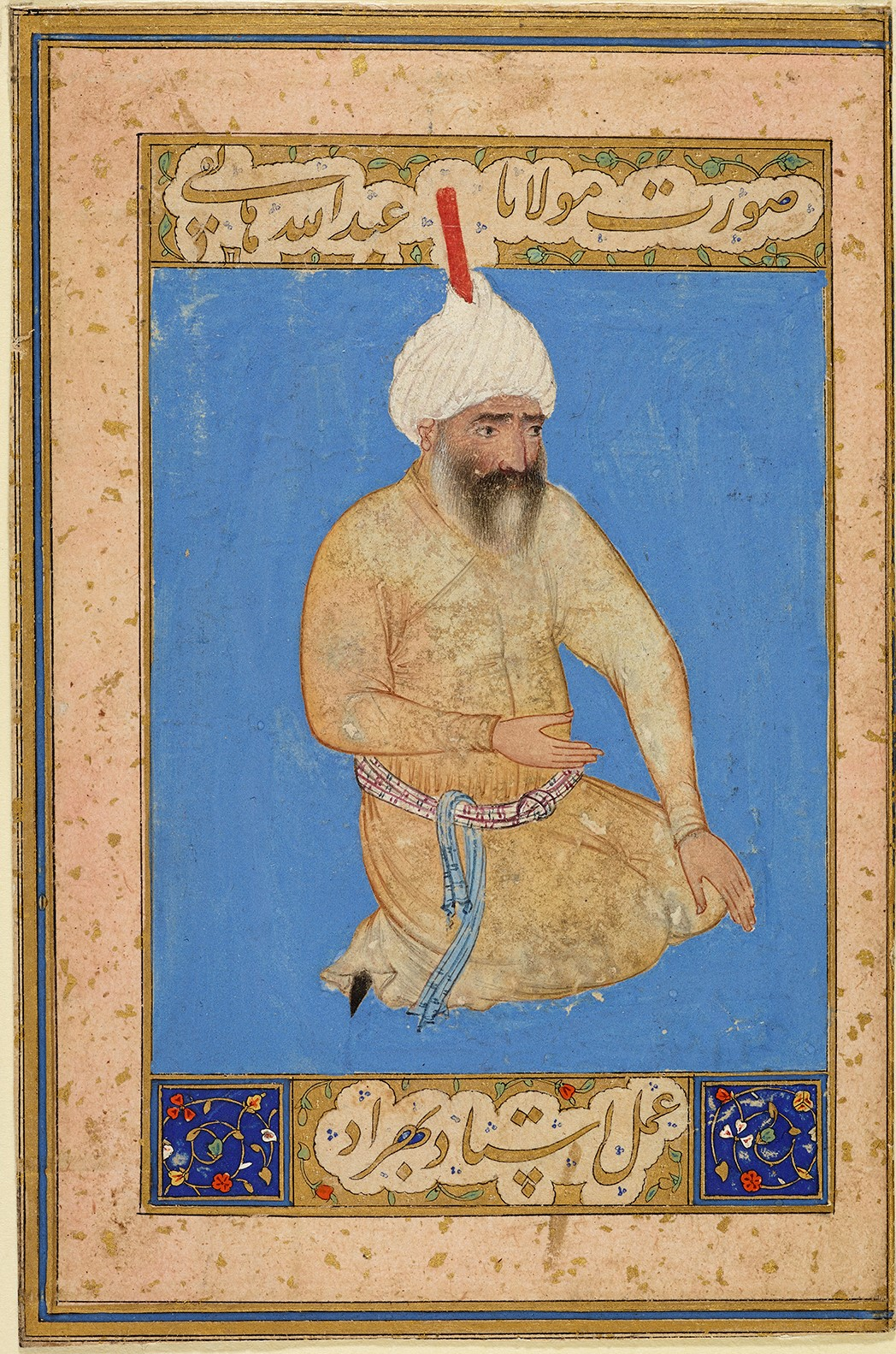
Im Schriftfeld oben steht: Bild des Maulana Abdullah Hatifi. Unten steht: das Werk von Meister Behzād. Bildnis von etwa 1515.

#### Porträts innerhalb von Miniaturen

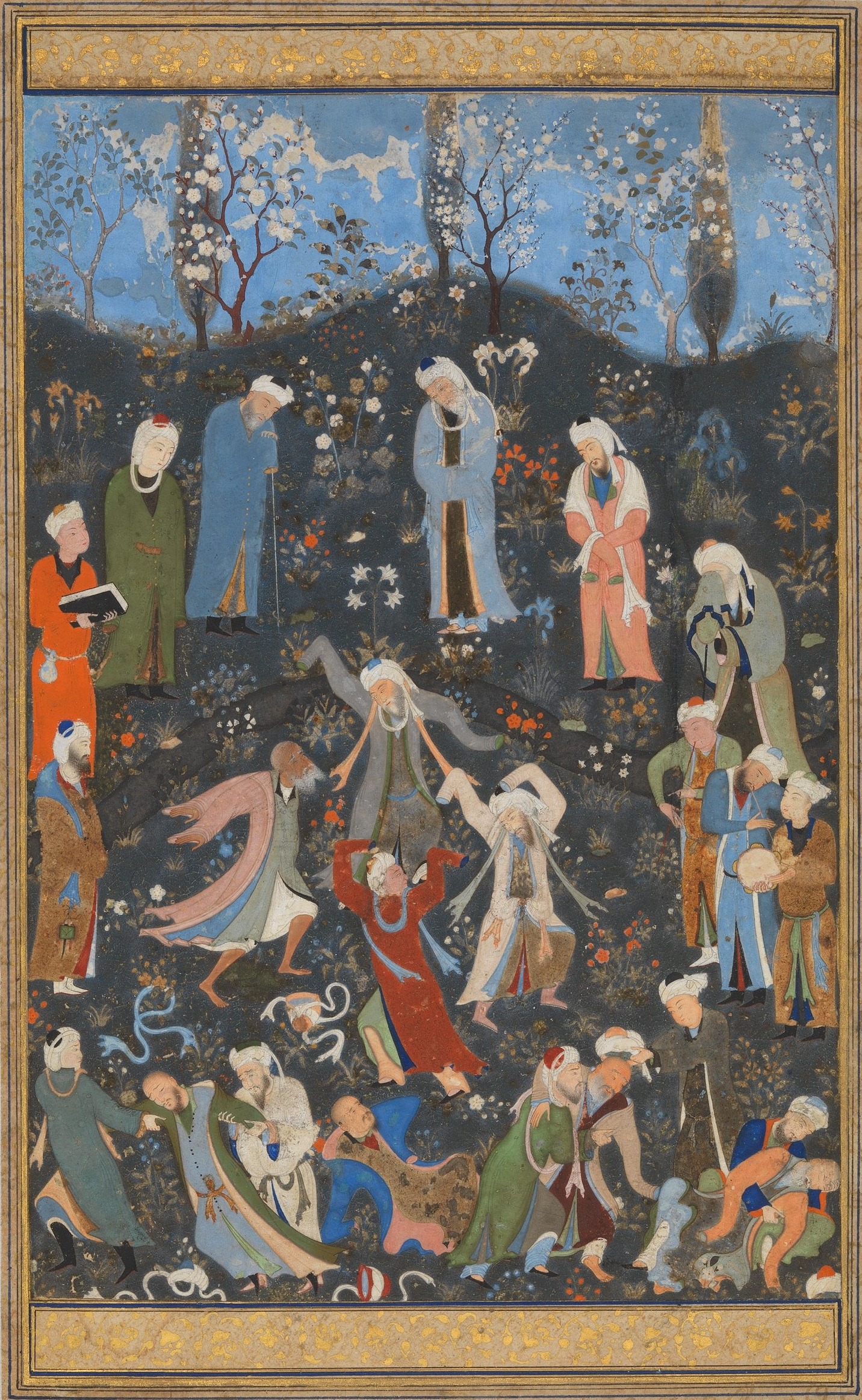
Tanz von Derwischen eines Sufi-Ordens aus einem unbekannten Manuskript mit mystischem Inhalt, etwa 1480 oder 1490.[44] Einige Figuren werden als Porträts angesehen. Siehe nebenan.
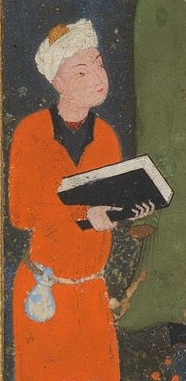
Vermutlich Behzāds Selbstporträt
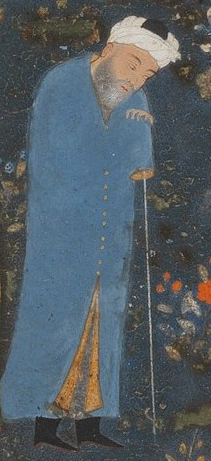
Vermutlich ein Porträt des Ministers Mir ʿAli Schir Nawāʾi
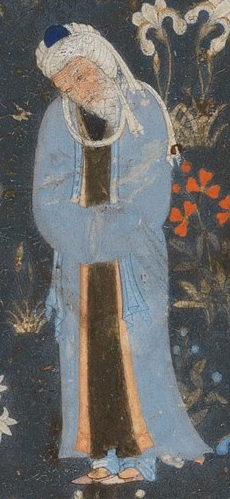
Vermutlich ein Porträt des Dichters Dschāmi
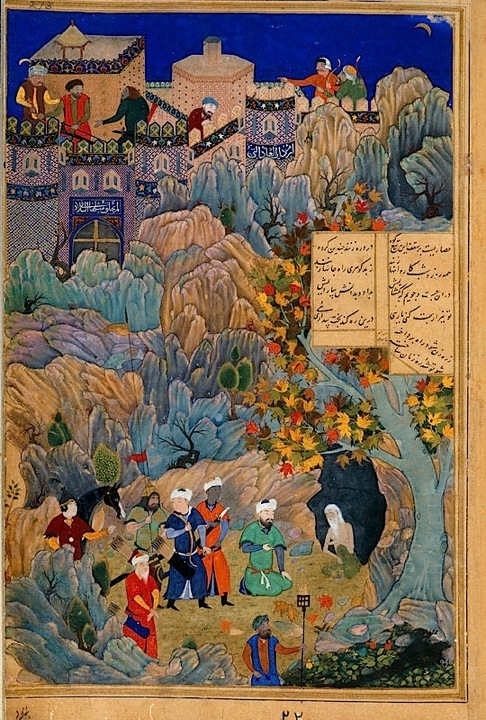
Iskander (Alexander) und der Eremit. Miniatur aus einem Manuskript von Nezāmis Khamsah (1494). Siehe nebenan.
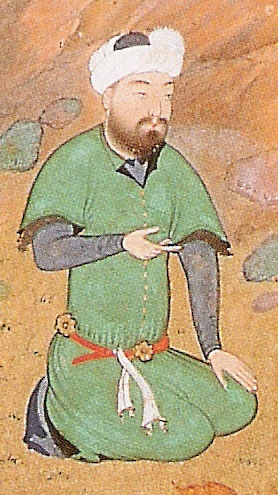
Vermutlich ein Porträt des Sultans Ḥoseyn Mirzā Bāygharā als Iskander. Vgl. dessen Porträts oben.
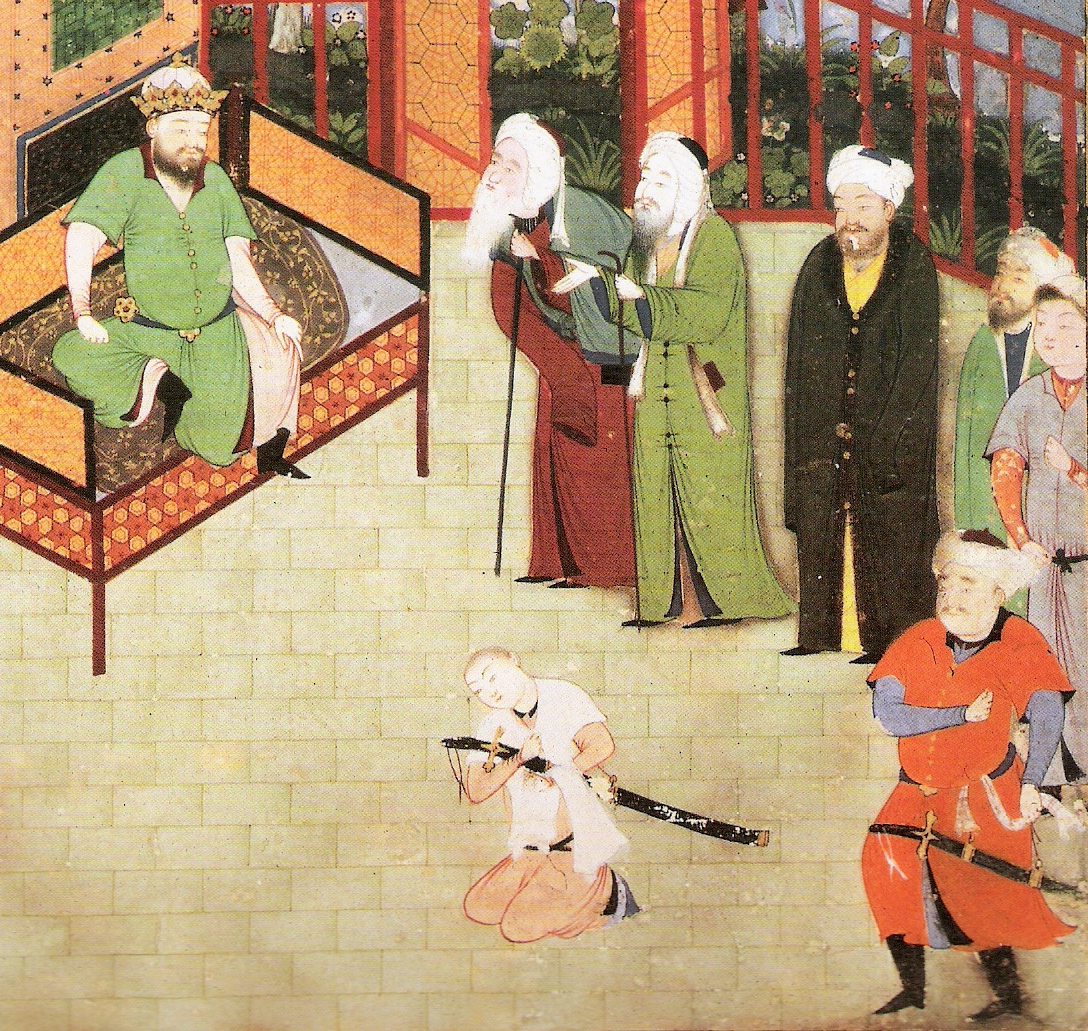
Vermutliche Porträts des Sultans Ḥoseyn Mirzā Bāygharā (sitzend), des Dichters Dschāmi (im braunen Gewand) und des Ministers Mir ʿAli Schir Nawāʾi (im dunkelgrünen Gewand), Ausschnitt aus einer Miniatur von 1494 zu Nezāmis Khamsah.

#### Spätwerke

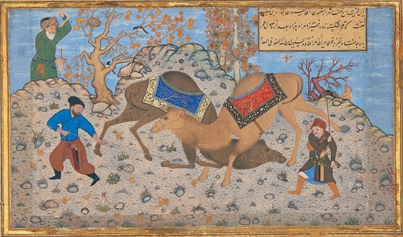
Das in Täbris etwa 1530 entstandene Bild wurde oft kopiert und nachgeahmt.[48] Die Inschrift enthält einen Hinweis auf den Koran (Sure 88:17) und auf Behzāds Alter von siebzig Jahren.
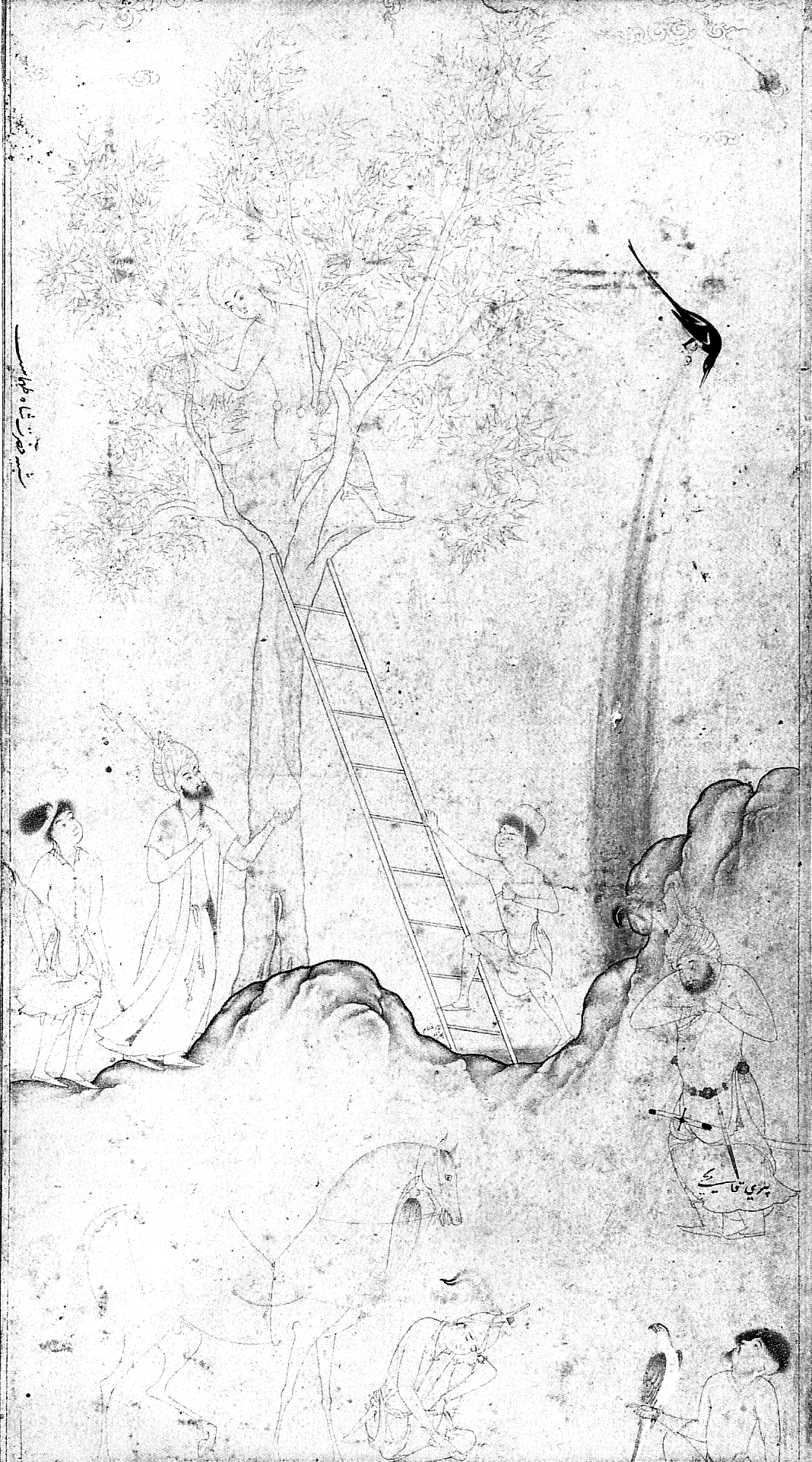
Die Zeichnung ist etwa 1530 in Täbris entstanden. Sie zeigt den Schah Tahmasp I. in einem Baumhaus. In kleiner Schrift signierte Behzād am Fuß der Leiter mit pir-i ghulam Behzād (der alte Sklave Behzād).

## Stilistische Merkmale

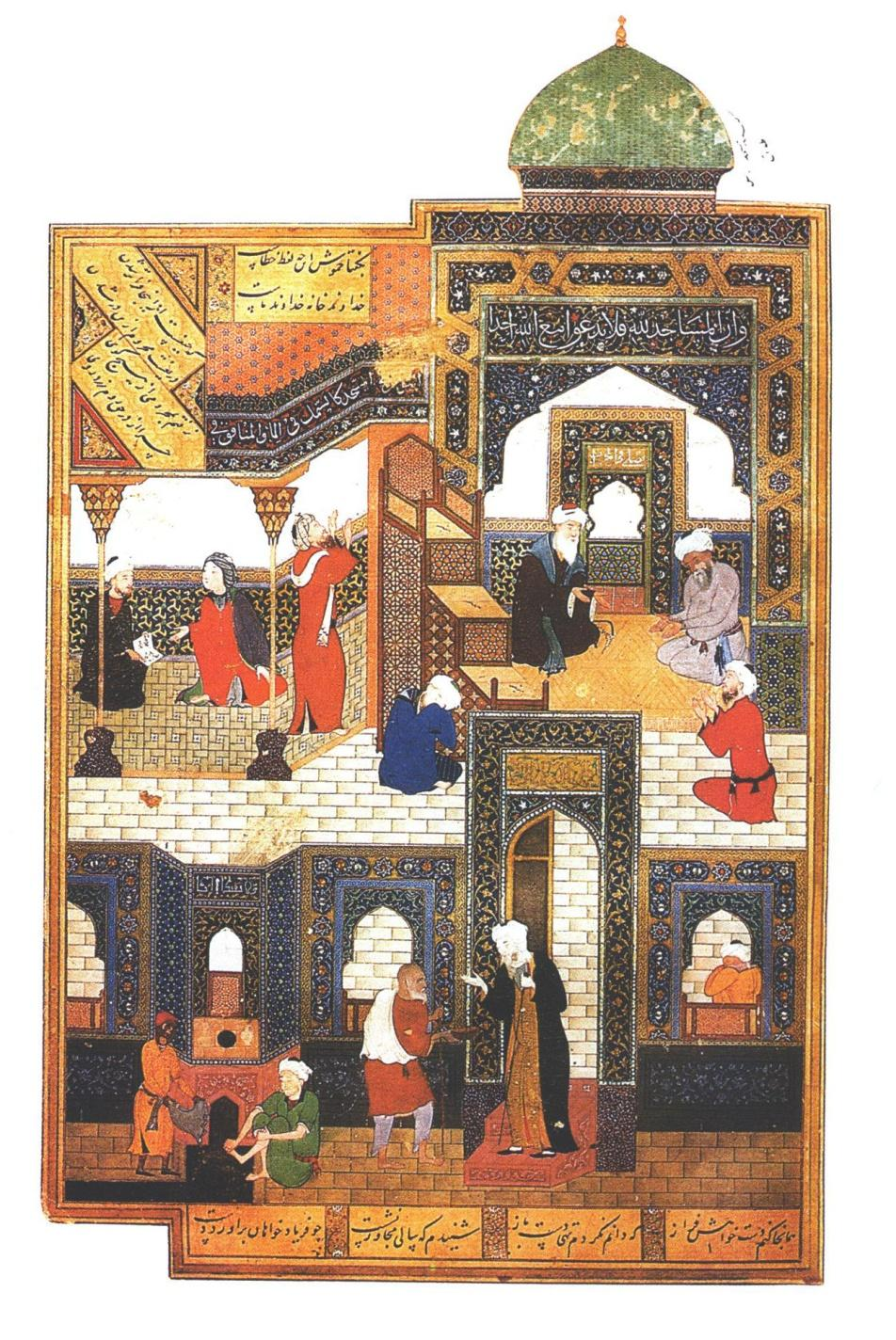
Typisch für Behzāds Personalstil: eine der vier signierten Illustrationen zu Saadis Bustān (1488)

Behzāds Personalstil zeigt sich in den vier signierten Miniaturen des Kairoer Bustān-Manuskripts, die ihm mit großer Sicherheit zugeschrieben werden können. Sie dienen dem stilkritischen Vergleich mit anderen Bildern aus Herat, auch mit den unsignierten Bildern seiner Zeitgenossen, mit denen er allerdings manche zeittypischen Merkmale teilt. Die lineare Genauigkeit und die ausgewogene Komposition erscheinen wichtiger als die räumliche Darstellung. Gebäude werden als ebene Flächen wiedergegeben und tragen Kalligraphien und akribisch gezeichnete dekorative Muster. Behzād wird dennoch ein spürbarer Raumsinn zugesprochen. Seine Figuren scheinen sich mit Leichtigkeit zu bewegen. Sie werden nach Alter und körperlicher Erscheinung differenziert und wirken oft wie porträtiert. Behzāds Bilder sind sehr sorgsam gezeichnet und gemalt. Gerühmt werden ihre kompliziert ausgeführten Kompositionen, in denen jede Linie und jede Farbnuance dazu dienen sollen, ein Gefühl von Harmonie und Ausgeglichenheit zu erzeugen. Seine Ikonographie umfasst nicht nur höfische Szenen, sondern auch Alltägliches – oft von symbolischer Bedeutung – wie Beerdigungen, das Sammeln von Feuerholz und das Errichten von Gebäuden.
Behzāds Porträts dagegen besitzen einen wesentlich anderen Stil und folgen mit ihrem individuellen Ausdruck, ihrer Gestik und ihrer Körperlichkeit italienischen Vorbildern.

## Schüler und enge Mitarbeiter

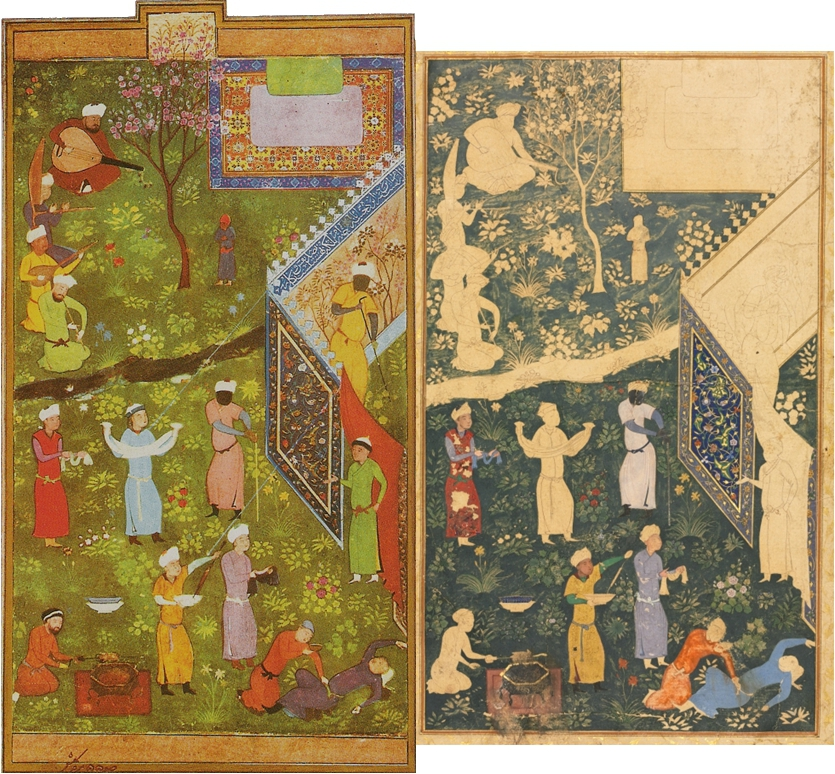
Werkstattarbeit: links ein Original von Behzād, rechts eine unvollendete Kopie aus der Herater Werkstatt (um 1490)

Da Behzād zunächst als Lernender und Mitarbeiter sowie später als Leiter und Lehrender einer Werkstatt wirkte, ergab sich stets eine gegenseitige Beeinflussung der Mitglieder der jeweiligen Werkstatt. Eine Händescheidung ist bei vielen Bildern bisher nicht gelungen. Selbst Bilder mit Behzāds Signierung können entweder unter Mitarbeit anderer Künstler entstanden sein oder ganz von ihnen stammen. Vor allem nach Behzāds Übersiedelung nach Täbris wurden viele Bilder, die stilistisch auf Behzād hindeuten, von seinen Mitarbeitern unter seiner Oberaufsicht gemalt. So wurde er zum Wegbereiter einer neuen Generation von Malern, während er selbst – vielleicht auch wegen einer fortschreitenden Sehschwäche – immer weniger selbst malte.

### Schüler und Mitarbeiter in Herat (Auswahl)
Schah Muzaffar, Hadschī Muhammad (Schüler des Schah Muzaffar), Derwisch Muhammad (Schüler des Schah Muzaffar), Abd al-Razzaq, Qasim Ali Chichre-Gushay (im künstlerischen Rang vergleichbar mit Behzād), Shayk-Zadeh Mahmud Muzahhib (wechselte nach Buchara), Mullah Yusuf.

### Schüler und Mitarbeiter in Täbris (Auswahl)
Sayyid Mir Musavvir (zeitweilig Oberhaupt der Werkstatt), Nizam al-Din Sultan Muhammad, Sayyid Aqa Dschalal al-Din Mirak al-Husayni Isfahani (zeitweilig Oberhaupt der Werkstatt), Muhammad (Qadimi), Mirza Ali (Sohn des Nizam al-Din Sultan Muhammad), Mir Sayyid Ali (Sohn des Sayyid Mir Musavvir), Moẓaffer-ʿAlī (Behzāds Neffe), Moḥebb-ʿAlī (Behzāds Großneffe), Abdal-Samad (legte zusammen mit Moẓaffer-ʿAlī den Grundstein für die mogulische Malerwerkstatt), Schah Tahmasp (wahrscheinlich schon in Herat Behzāds Schüler und später unterwiesen von Nizam al-Din Sultan Muhammad), Dust Muhammad b. Sulayman al-Herawi der Kalligraf.

## Rezeption und kunstgeschichtliche Bedeutung
Behzāds Werke wurden wesentlich häufiger als die seiner Zeitgenossen schon zu seinen Lebzeiten als hervorragend und richtungsweisend angesehen. Kurz nach seinem Tod wurde Behzād unter anderem als nadir al-asr (Seltenheit des Zeitalters), und sar amad-i musavviran (der [führende] Kopf unter den Illustratoren) gerühmt. Doch auch kritische Einwände gegen seine Art der Porträtmalerei wurden erhoben, die freilich zeigen, dass Behzād als Meister mit eigenem Stil wahrgenommen wurde. Insgesamt ergab sich die Tendenz, Behzād als verbindliches Vorbild für die gleichzeitige und nachfolgende persische, mogulische und osmanische Miniaturmalerei anzusehen. Dadurch wurden seine ursprünglich innovativen Stilmerkmale zu retardierenden und wurden abwehrend gegen die „fränkischen“, realistischen, perspektivisch verfassten und als vom Menschen ausgehenden Einflüsse der Malerei des christlichen Westens gesetzt.
So wurde Behzād in der Buchkunst des islamischen Kulturraumes zum mythologisch überhöhten Vermittler der an ihrem Anfang unter dem Einfluss der chinesischen und mongolischen Kunst stehenden persischen Miniaturmalerei.
Seit etwa 1900 beschäftigen sich zunächst europäische und nachfolgend auch internationale Kunstwissenschaftler intensiv mit Behzād. Ein Grund dafür könnte sein, dass er als namentlich erfassbarer Künstler und Vertreter der weitgehend von anonymen Malern geprägten persischen Tradition gesehen werden konnte. Damit wurde er auch zu einem Favoriten des Kunsthandels. Die Wertschätzung Behzāds zeigte sich beispielsweise darin, dass er mit westlichen Malern wie Hans Memling, Hans Holbein dem Älteren und Raffael sowie Jean Fouquet und François Clouet verglichen wurde.
Erst in neuerer Zeit wurden Behzāds Leben und Werk, seine künstlerische Herkunft und sein Einfluss auf die nachfolgenden Generationen umfänglich dargestellt und seine Bilder diskutiert. Zu nennen sind die Werke von Ebadollah Bahari (1996) und Michael Barry (2004) sowie die Vielzahl an Einzeluntersuchungen und Essays von David J. Roxburgh, insbesondere dessen Abhandlung über Behzād und die Autorschaft in der persischen Malerei (2000).

### Persische Quellen
- Behzāds Bilder und Inschriften auf Bildern, in denen Behzād als Autor genannt wird oder die Behzād zugeschrieben werden[71]
- Vorwort zu einem von Behzād zusammengestellten, verloren gegangenen Album (dībācha-yi muraqqaʿ-i Ustād Bihzād), mitgeteilt von Khwandamir.[72][73]
- Babur Mirza: Baburnama (1506)[74]
- Dekret (nischān) der Ernennung des Meisters Kamāl od-Din Behzād zum Haupt der königlichen Bibliothek (1519 oder 1522), mitgeteilt von Khwandamir.[75][73]
- Behzāds Bittschrift an Tahmasp I. oder Ismail I. (Zwischen 1510 und 1522 )[76]
- Khwandamir: Habib al-siyar fi akhbar afrad al-bashar (1523–1524)[77]
- Dust Muhammad: Vorwort zum Bahram-Mirza-Album. (1544)[78]
- Mirza Muhammad Haidar Dughlat: Tarikh-i Rashidi (1546)[79][80]
- Mir Sayyid Ahmad: Vorwort zum Amir-Ghayb-Beg-Album (um 1556)[81][82]
- Qadi Ahmad. Gulistan-i Hunar (1606)[83][84]

### Gesamtdarstellungen
- Qamar Aryan: Kamaluddin Bihzad. Teheran 1930.
- Ebadollah Bahari: Bihzad. Master of Persian Painting. London [u. a.] : Tauris, 1996.
- Michael Barry: Figurative Art in Medieval Islam and the Riddle of Bihzâd of Herât (1465–1535). Paris : Flammarion, 2004.

### Darstellungen in Lexika (Auswahl)
- Jonathan M. Bloom, Sheila S. Blair: Bihzad'. In: "The Grove Encyclopedia of Islamic Art and Architecture. Bd. 1, Oxford [u. a.] : Oxford Univ. Press, 2009.
- Richard Ettinghausen: Bihzad. In: Encyclopaedia of Islam. Bd. 1, Leiden 1960, S. 1212 f.
- Priscilla Soucek: Behzād, Kamāl-al-Dīn. In: Encyclopædia Iranica. Bd. 4, S. 115.

### Einzelaspekte (Auswahl)
- Thomas W. Arnold: Bihzad and his Paintings in the Zafarnamah Manuscript. London 1930.
- Fredric Robert Martin: Les miniatures de Behzad dans un manuscrit persan daté 1485. München : Bruckmann 1912.
- Muḥammad Muṣṭafā: Persische Miniaturen : Werke d. Behzad-Schule. Aus Sammlungen in Kairo. Baden-Baden : Klein 1959.
- David J. Roxburgh: Kamal al-Din Bihzad and Authorship in Persianate Painting. In: Muqarnas, Bd. 17, 2000.